# Miss Tierra 2008
Miss Tierra 2008 fue la 8.ª edición de Miss Tierra, se llevó a cabo el 9 de noviembre de 2008 en el Clark Expo Amphitheater,  en Ángeles, Filipinas. 85 concursantes de diferentes países y territorios llegaron a Filipinas desde el 19 de octubre de 2008. Todas ellas, realizaron diferentes actividades previas al evento final y visitaron diferentes lugares; entre ellos  Bali, Indonesia; Guam y Filipinas. El concurso fue transmitido vía ABS-CBN  en las Filipinas y a más de ochenta países vía Star World, el canal Filipino y otras redes televisivas asociadas.  
A la conclusión de la competencia final, Miss Tierra 2007, Jessica Nicole Trisko de Canadá coronó a su sucesora Karla Paula Henry de Filipinas. El evento fue conducido por Billy Crawford, Miss Tierra 2004 Priscilla Meirelles y Miss Tierra Canadá 2006 Riza Santos.

## Resultados
| Resultados              | Candidata |
| ----------------------- | --- |
| Miss Tierra 2008        | - Filipinas - Karla Henry |
| Miss Aire               | - Tanzania - Miriam Odemba |
| Miss Agua               | - México - Abigail Elizalde |
| Miss Fuego              | - Brasil - Tatiane Alves |
| Finalistas (Top 8)      | - Colombia - Mariana Rodríguez - España - Adriana Reverón - Suiza - Nasanin Nuri - Venezuela - Daniela Torrealba |
| Semifinalistas (Top 16) | - República Checa - Hana Svobodová - Corea - Seo Seol-hee - Estados Unidos - Jana Murrell - Nigeria - Uko Ezinne - Polonia - Karolina Filipkowska - Rumania - Ruxandra Popa - Rusia - Anna Mezentseva - Tailandia - Piyaporn Deejing |

### Respuesta ganadora
Pregunta final de Miss Tierra 2008: «¿Qué nos dirías, acerca de lo que le hablarías al presidente electo de los Estados Unidos Barack Obama sobre el estado del medio ambiente global si tuvieras la oportunidad de reunirte con él?»
Respuesta de Miss Tierra 2008: «El conocimiento del medio ambiente es algo que todos 'debemos' compartir, pero lo más importante, 'debemos' enseñar a la juventud que es algo en lo que debemos insistir en ello, así que en el futuro cercano, ellos serán aquellos que se encarguen de cuidar nuestra madre tierra». - Karla Paula Henry (Filipinas).

## Premios especiales y otros premios menores

### Premios especiales
- Mejor en traje Nacional: Shassia Ubillus  Panamá
- Mejor en traje de baño: Abigail Elizalde  México
- Mejor en traje de Noche: Daniela Torrealba  Venezuela
- Premio al diseño Miss Tierra: Karla Paula Henry  Filipinas
- Miss Amistad: Andrea Carolina León  Ecuador
- Miss Fotogénica: Karla Paula Henry  Filipinas
- Miss Talento: Rachael Smith  Australia

### Premios Menores de patrocinadores
- Mejor sonrisa: Tatiane Alves  Brasil
- Eagle Express Award: Karla Henry  Filipinas
- Rostro de la noche: Mariana Rodríguez  Colombia
- Gandang Ricky Reyes Award: Abigail Elizalde  México
- Premio Joel Cruz Signature: Ria Antoniou  Grecia
- Premio de la Jubille Foundation: Abigail Elizalde  México
- Miss Skin Care: Jennifer Desbouiges  Guadalupe
- Miss Aficionado: Miriam Odemba  Tanzania
- Miss Asei Award: Kenia Andrade  Honduras
- Miss Fontana: Karla Paula Henry  Filipinas
- Miss Golden Sunset: Tatiane Alves  Brasil
- Miss Milcu Confidence: Ria Antoniou  Grecia
- Miss Psalmstre Placenta: Daniela Torrealba  Venezuela
- Miss Puerto Princesa: Denise Garrido  Canadá
- Miss RCBC E-Woman: Adriana Reverón  España
- Pasigandahan Awards:
  - Seo Seol-hee:  Corea
  - Manila: Karla Paula Henry  Filipinas
  - Mandaluyong: Minna Nikkila  Finlandia
  - Makati: Simone Burke  Jamaica
  - Pasig: Lin Mor  Israel

## Concursantes

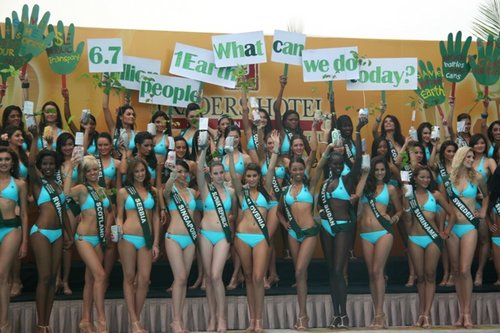
Todas las candidatas del certamen

| País                            | Delegada                      | Edad | Altura | Ciudad Natal                   |
| ------------------------------- | ----------------------------- | ---- | ------ | ------------------------------ |
| Albania                         | Rudina Suti                   | 21   | 1,78   | Tirana                         |
| Alemania                        | Dayana Schult                 | 18   | 1,80   | Schwerin                       |
| Argentina                       | Camila Solórzano Ayusa        | 18   | 1,76   | Tucumán                        |
| Australia                       | Rachael Smith Como            | 23   | 1,79   | Perth                          |
| Bahamas                         | Garnell Storr                 | 25   | 1,70   | Mushca Cay                     |
| Bélgica                         | Debby Gommeren                | 20   | 1,76   | Amberes                        |
| Bolivia                         | Carolina Urquiola             | 23   | 1,76   | La Paz                         |
| Bosnia y Herzegovina            | Alisa Zlatarevic              | 20   | 1,76   | Sarajevo                       |
| Botsuana                        | Nametso Ngwako                | 19   | 1,73   | Distrito Central               |
| Brasil                          | Tatiane Alves                 | 24   | 1,77   | Conselheiro Lafaiete           |
| Bután                           | Tsokye Tsomo Karchung         | 24   | 1,75   | Timbu                          |
| Canadá                          | Denise Garrido                | 21   | 1,76   | Bradford                       |
| China                           | Ying Kun Zhou                 | 22   | 1,82   | Shandong                       |
| China Taipéi                    | Yin Yin Tsai                  | 22   | 1,75   | Taipéi                         |
| Colombia                        | Mariana Rodríguez Merchan     | 20   | 1,80   | Cali                           |
| Corea                           | Seo Seol-hee                  | 19   | 1,78   | Daegu                          |
| Costa Rica                      | Wendy Cordero Sánchez         | 20   | 175    | Cartago                        |
| Cuba                            | Jessica Silva                 | 18   | 1,77   | Camagüey                       |
| Ecuador                         | Andrea Carolina León          | 20   | 1,70   | Machala                        |
| Escocia                         | Courtney St. John             | 22   | 1,77   | Glasgow                        |
| El Salvador                     | Teresita Gómez                | 23   | 1,73   | San Salvador                   |
| Eslovaquia                      | Martina Tóthová               | 20   | 1,75   | Piestany                       |
| Eslovenia                       | Sara Franceskin               | 18   | 1,76   | Liubliana                      |
| España                          | Adriana Reverón               | 23   | 1,77   | Tenerife                       |
| Estados Unidos                  | Jana Murrell                  | 26   | 1,81   | Omaha                          |
| Etiopía                         | Kidan Tesfahun                | 24   | 1,80   | Adís Abeba                     |
| Filipinas                       | Karla Paula Gintery Henri     | 22   | 1,73   | Limay                          |
| Finlandia                       | Minna Nikkila                 | 21   | 1,70   | Tampere                        |
| Francia                         | Charlotte Lagauzere           | 24   | 1,81   | Bayonne                        |
| Gales                           | Jamie Lee Williams            | 22   | 1,70   | Powys                          |
| Georgia                         | Sopiko Svimonishvili          | 20   | 1,80   | Rustavi                        |
| Ghana                           | Sara Adoley Addo              | 24   | 1,65   | Acra                           |
| Grecia                          | Ria Antoniou                  | 19   | 1,75   | Atenas                         |
| Guadalupe                       | Jennifer Desbouiges           | 22   | 1,75   | Basse-Terre                    |
| Guatemala                       | Jennifer Neves                | 26   | 1,85   | Agaña                          |
| Honduras                        | Kenia Andrade                 | 22   | 1,78   | Departamento de Atlántida      |
| Hungría                         | Krisztina Polgár              | 21   | 1,75   | Törökszentmiklós               |
| India                           | Tanvi Vyas                    | 22   | 1,74   | Vadodara                       |
| Indonesia                       | Hedhy Kurniati                | 22   | 1,74   | Yakarta                        |
| Inglaterra                      | Caroline Duffy                | 22   | 1,75   | York                           |
| Irlanda del Norte               | Gemma Walker                  | 23   | 1,75   | Condado de Mayo                |
| Israel                          | Lin Mor                       | 18   | 1,73   | Tel Aviv                       |
| Italia                          | Caterina Pasquale             | 24   | 1,73   | Crotona                        |
| Jamaica                         | Simone Burke                  | 21   | 1,73   | Parroquia de Saint Andrew      |
| Japón                           | Akemi Fukumura                | 26   | 1,78   | Tokio                          |
| Kosovo                          | Yllka Berisha                 | 20   | 1,78   | Pristina                       |
| Letonia                         | Anita Baltruna                | 25   | 1,75   | Jelgava                        |
| Líbano                          | Pamela Saade                  | 25   | 1,74   | Beirut                         |
| Liberia                         | Marit Woods                   | 21   | 1,71   | Monrovia                       |
| Lituania                        | Ingrida Kazlauskaite          | 24   | 1,73   | Kaunas                         |
| Luxemburgo                      | Nadia Neves Pereira           | 22   | 1,75   | Luxemburgo                     |
| Macao                           | Qian Wei Na                   | 22   | 1,73   | Macao                          |
| Malasia                         | Audrey Ng                     | 23   | 1,70   | Perak                          |
| Malta                           | Maria Galea                   | 18   | 1,73   | La Valeta                      |
| Martinica                       | Frédérique Violene Grainville | 18   | 1,70   | Fort-de-France                 |
| México                          | Abigail Elizalde Romo         | 23   | 1,83   | Torreón                        |
| Nicaragua                       | Thelma Rodríguez              | 19   | 1,75   | Chinandega                     |
| Nigeria                         | Uko Ezinne                    | 22   | 1,74   | Lagos                          |
| Nueva Zelanda                   | Rachel Crofts                 | 20   | 1,74   | Manawatu                       |
| Países Bajos                    | Melanie de Laat               | 22   | 1,75   | Utrecht                        |
| Pakistán                        | Nosheen Idrees                | 22   | 1,74   | Jhelum                         |
| Panamá                          | Shassia Ubillus               | 25   | 1,72   | Ciudad de Panamá               |
| Perú                            | Giuliana Zevallos             | 20   | 1,80   | Lima                           |
| Polonia                         | Karolina Filipkowska          | 20   | 1,80   | Łódź                           |
| República Checa                 | Hana Svobodová                | 19   | 1,74   | Región de Vysočina             |
| República del Congo             | Katissia Kouta                | 20   | 1,72   | Brazzaville                    |
| República Democrática del Congo | Olga Yumba                    | 20   | 1,71   | Mbuji-Mayi                     |
| República Dominicana            | Diana González Flores         | 18   | 1,73   | San Francisco de Macorís       |
| Ruanda                          | Cynthia Akazuba               | 18   | 1,70   | Kigali                         |
| Rumania                         | Ruxandra Popa                 | 21   | 1,80   | Abrud                          |
| Rusia                           | Anna Mezentseva               | 23   | 1,81   | Moscú                          |
| Serbia                          | Bojana Traljic                | 18   | 1,80   | Subotica                       |
| Singapur                        | Ivy Leow Kian Peng            | 25   | 1,70   | Singapur                       |
| Sudáfrica                       | Matapa Maila                  | 23   | 1,75   | Limpopo                        |
| Sudán del Sur                   | Nok Nora Duany                | 18   | 181    | Juba                           |
| Surinam                         | Priscilla Yhap                | 22   | 1,75   | Paramaribo                     |
| Suecia                          | Fanny Blome                   | 18   | 1,82   | Norrköping                     |
| Suiza                           | Nasanin Nuri                  | 21   | 1,73   | Teherán                        |
| Tahití                          | Vahinetua Flaccadori          | 18   | 175    | Papeete                        |
| Tailandia                       | Piyaporn Deejing              | 19   | 1,73   | Provincia de Nakhon Ratchasima |
| Tanzania                        | Miriam Obdema                 | 25   | 1,75   | Arusha                         |
| Turcas y Caicos                 | Sessily Pratt                 | 18   | 1,70   | Providenciales                 |
| Turquía                         | Demet Karadeniz               | 25   | 1,78   | Ankara                         |
| Uganda                          | Daisy Nabagereka              | 22   | 1,75   | Kampala                        |
| Venezuela                       | Daniela Torrealba             | 19   | 1,75   | San Cristóbal                  |

## Galería

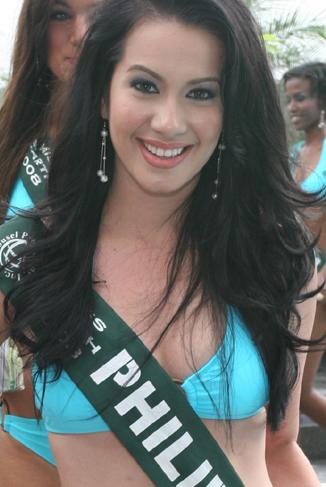
Karla Henry Miss Filipinas y Miss Tierra 2008.
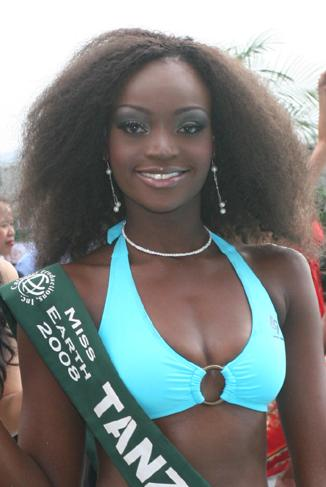
Miriam Odemba Miss Tanzania y Miss Aire 2008.
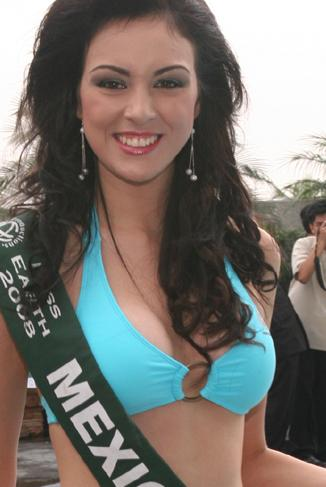
Abigail Elizalde Miss México y Miss Agua 2008.
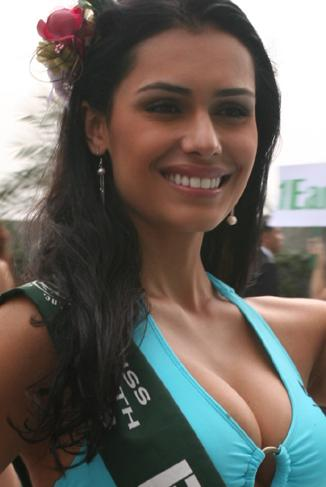
Tatiane Alves Miss Brasil y Miss Fuego 2008.
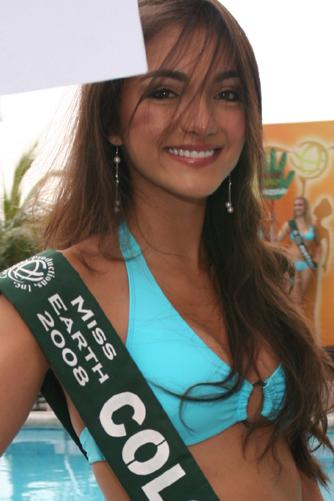
Mariana Rodríguez Miss Colombia y finalista en Miss Tierra 2008.
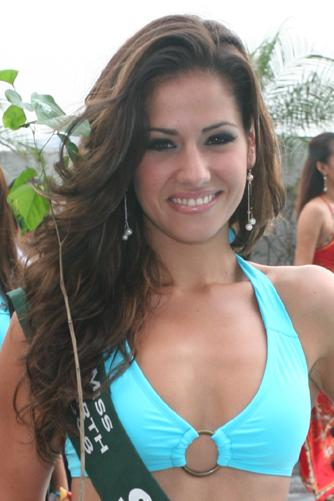
Adriana Reverón Miss España y finalista en Miss Tierra 2008.
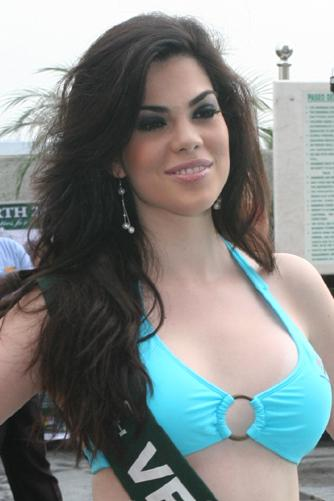
María Daniela Torrealba Miss Venezuela y finalista en Miss Tierra 2008.
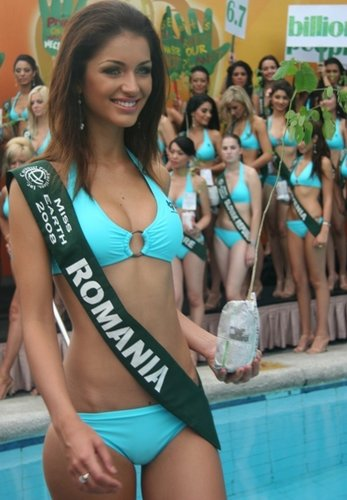
Ruxandra Popa Miss Rumania y Semifinalista en Miss Tierra 2008.
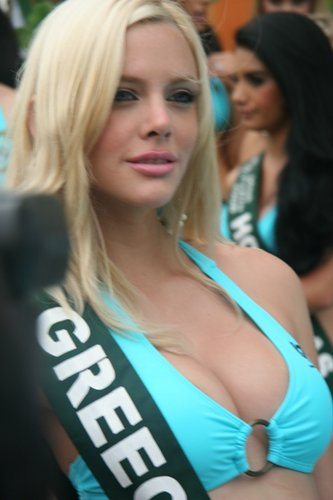
Ria Antoniou Miss Grecia y Premio Joel Cruz Signature en Miss Tierra 2008.
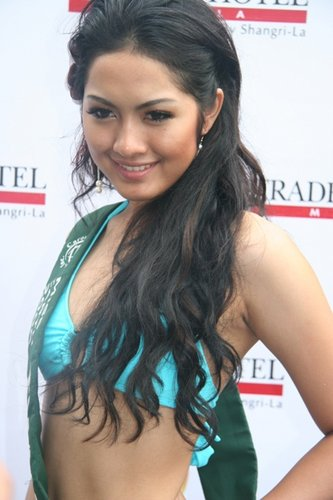
Piyaporn Deejing Miss Tailandia y Semifinalista en Miss Tierra 2008.
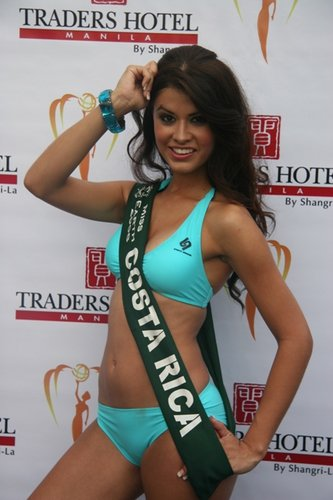
Wendy Cordero Miss Costa Rica en Miss Tierra 2008.
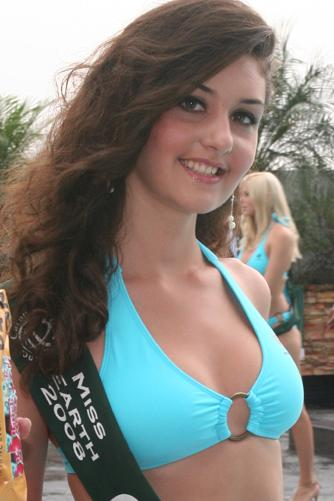
Sopiko Svimonishvili Miss Georgia en Miss Tierra 2008.
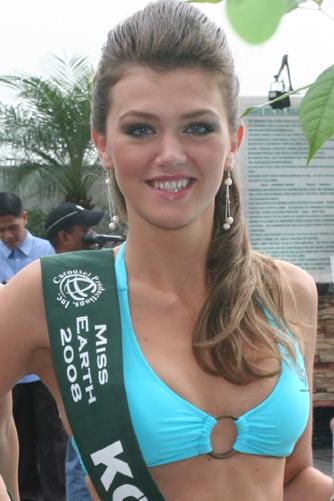
Yllka Berisha Miss Kosovo en Miss Tierra 2008.
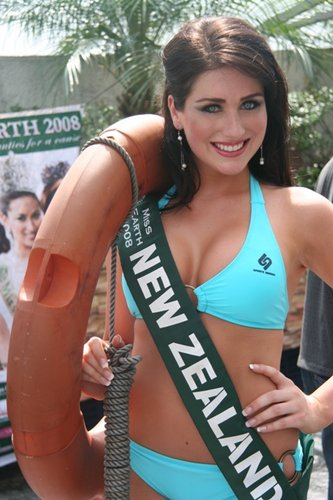
Rachel Crofts Miss Nueva Zelanda en Miss Tierra 2008.
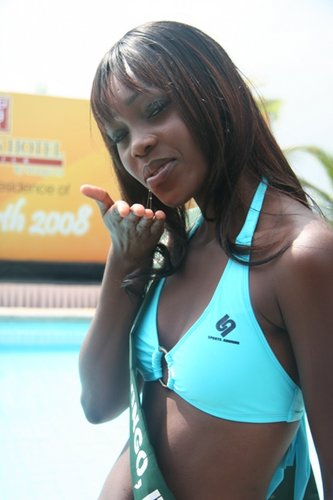
Katissia Kouta Miss República del Congo en Miss Tierra 2008.
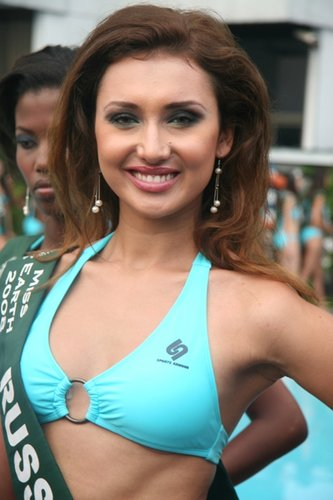
Anna Mezentsewa Miss Rusia en Miss Tierra 2008.
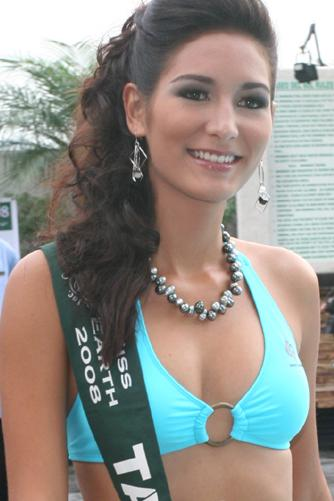
Vahinetua Flaccadori Miss Tahiti en Miss Tierra 2008.

## Actividades preliminares

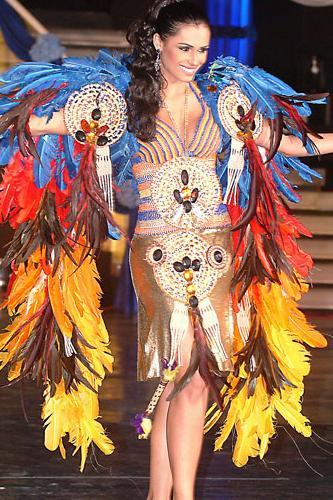
Tatiane Alves de Brasil durante la competencia de Trajes Nacionales

### Bellezas por una causa
Las delegadas de Miss Tierra 2008, exploraran las Islas de Filipinas para promover su causa. Ellas se encuentran comprometidas con diferentes actividades del Medio ambiente, incluyendo la plantación de árboles en la provincia de Rizal, Las Haciendas, Batangas, y Puerto Princesa, Palawan. Ellas también realizaron los tours de escuelas en Taytay, Rizal para enseñar a los niños la importancia de la naturaleza. Las delegadas de Miss Tierra tienen la firme creencia que las reinas de belleza pueden ser un medio efectivo para las causas de valor.

### Competencia en traje de baño
Las delegadas fueron divididas en tres grupos los cuales simultáneamente compitieron en traje de baño para la competencia preliminar en tres diferentes locaciones incluyendo: Sabang Beach Resort, Puerto Princessa, Palawan, Golden Sunset, Calatagan, Batangas y en Manila, Filipinas. 
Las 15 finalistas de cada grupo, luego compitieron en un evento final que se llevó a cabo el 2 de noviembre en el Fontana Leisure Park en la zona Clark Freeport, Angeles City, Pampanga. Abigail Elizalde de México resultó ganadora del Premio Mejor en traje de Baño.

### Programas de TV
Las delegadas han sido invitidas a diferentes programas de la ABS CBN, el socio oficial de Carousel Production de Miss Tierra 2008. Han asistido a programas como Wowowee, ASAP, Deal or No Deal,  y  The Singing Bee.

### Tours en centros comerciales
Las concursantes también han participado en tours en centros comerciales, incluyendo un desfile de modas en Robinsons Malls.  A estos eventos se les ha dado cobertura nacional, todo ello para crear conciencia sobre la causa del medio ambiente.

## Relevancia histórica deMiss Tierra 2008
- Por primera vez en la historia de concursos de belleza, Bután y Sudán del Sur  participan en un evento de belleza internacional.
- El director Nacional de Taiwán solicitó a Carousel Production cambiar el nombre de facto de Taiwán a Taipéi debido a la solicitud de China.
- Por segunda vez en la historia del concurso, Panamá gana como mejor traje nacional.
- Filipinas, gana por tercera vez el premio de Miss Fotogénica.
- Por primera vez, los cuatro países que constituyen el Reino Unido, han sido representados en el concurso.